# Igor Potapczenko
Igor Pawłowicz Potapczenko (ros. Игорь Павлович Потапченко, ur. 4 maja 1939 w Leningradzie, zm. 20 września 2018 w Petersburgu) – radziecki lekkoatleta, który specjalizował się w biegach średniodystansowych.
Zdobył dwa medale na europejskich igrzyskach halowych w 1968 w Madrycie: złoty w sztafecie szwedzkiej 1+2+3+4 okrążenia (sztafeta radziecka biegła w składzie: Aleksandr Lebiediew, Borys Sawczuk, Potapczenko i Siergiej Kriuczok) oraz brązowy w biegu na 1500 metrów.
Była wicemistrzem ZSRR w biegu na 800 metrów w 1966 i 1968 oraz w biegu na 1500 metrów w 1967.
Później był wykładowcą i kierownikiem katedry kultury fizycznej na Państwowym Uniwersytecie Pedagogicznym im. Aleksandra Hercena w Petersburgu. Miał stopień kandydata nauk.